# Liste des maires de Parthenay
La liste des maires de Parthenay présente la liste des maires de la commune française de Parthenay, située dans le département des Deux-Sèvres en région Nouvelle-Aquitaine. Jusqu'en 2015, elle faisait partie de la région Poitou-Charentes.

## L'hôtel de ville

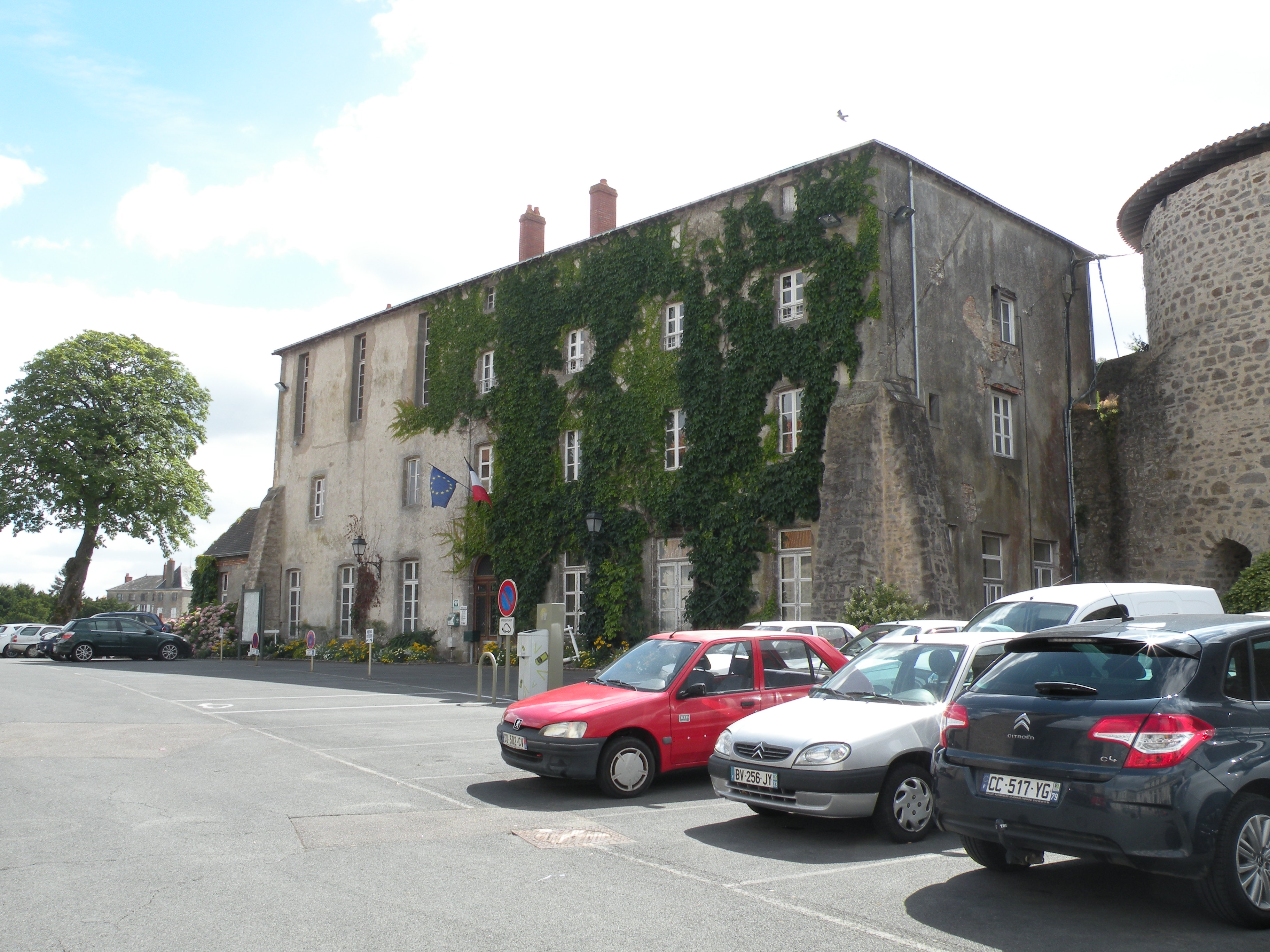
L'hôtel de ville de Parthenay.

## Liste des maires

### Sous l'Ancien Régime
| Période                                  | Période | Identité               | Étiquette | Qualité           |
| ---------------------------------------- | ------- | ---------------------- | --------- | ----------------- |
| 1561                                     |         | Jean Dupond            |           |                   |
| 1562                                     |         | André Nayrault         |           |                   |
| 1593                                     |         | Jacques Sauzeau        |           |                   |
| 1631                                     |         | François Pineau        |           |                   |
| 1632                                     |         | Mathurin Leigné        |           |                   |
| 1633                                     |         | Jacques Picault        |           |                   |
| 1685                                     |         | Pierre Bon             |           |                   |
| 1687                                     |         | Pierre Bon             |           |                   |
| 1692                                     |         | Nicolas Texier         |           |                   |
| 1695                                     |         | Josias-Charles Olivier |           |                   |
| Les données manquantes sont à compléter. |         |                        |           |                   |
| 1765                                     |         | M. Gentilz             |           |                   |
| 1769                                     |         | Jean-Baptiste Esquot   |           | doyen des avocats |
| 1774                                     |         | Pierre-Paul Allonneau  |           |                   |

### Entre 1790 et 1945
| Période          | Période                   | Identité                                      | Étiquette           | Qualité |
| ---------------- | ------------------------- | --------------------------------------------- | ------------------- | --- |
| février 1790     | novembre 1790             | Michel-Ange Allard (1753-1835)                |                     | Avocat et magistrat |
| novembre 1790    | 14 juin 1791 (démission)  | Étienne Rivet                                 |                     | Ecclésiastique |
| 26 juin 1791     | 10 juillet 1791           | M. Bazile                                     |                     | Curé Nommé maire, refuse les fonctions |
| 10 juillet 1791  | 6 décembre 1792           | Pierre Giraudeau de Germond                   |                     | Conseiller du roi, avocat en la sénéchaussée et siège royal de Saint-Maixent, lieutenant général, civil et criminel de police de Parthenay |
| 6 décembre 1792  | 2 mai 1794                | Jean Ardouin                                  |                     | Homme de loi |
| 2 mai 1794       | 9 juin 1795               | Michel-Ange Allard (1753-1835)                |                     | Avocat |
| 9 juin 1795      | 3 juillet 1795            | François Hervé-Boutet                         |                     | Refuse les fonctions de maire, remplacé par le citoyen Sionneau                                                                            |
| 3 juillet 1795   | 1795                      | Robert Sionneau                               |                     | Avocat et magistrat |
| 1795             | 1798                      | Dominique Supervielle                         |                     | Homme de loi |
| octobre 1798     | mars 1802                 | Jean-Baptiste Failly, (1765-1851)             |                     | Juge au tribunal civil de Parthenay Conseiller général des Deux-Sèvres (1800 → 1848)                                                       |
| 1802             | 1816                      | Louis-Charles Chaboceau                       |                     | Propriétaire |
| 1816             | 1827                      | Charles-Augustin Turquand d'Auzay (1779-1827) | Royaliste           | Propriétaire, ancien adjoint au maire |
| 1828             | 1830                      | Joseph-Louis Cornuault                        |                     | Propriétaire |
| 1830             | 1835                      | Pierre Jouffrault                             |                     | Propriétaire |
| 1835             | 1852                      | Alexis Audebert (1788-1855)                   |                     | Avoué |
| 1852             | 1852                      | Pierre-Joseph Albert (1795-1865)              |                     | Docteur en médecine, maire provisoire |
| 1852             | 1855 (décès)              | Alexis Audebert (1788-1855)                   |                     | Avoué |
| 1855             | 1856                      | Emmanuel Chaboceau                            |                     | Propriétaire, maire provisoire |
| 1856             | 1864                      | Jean Jarrassé                                 |                     | Avoué |
| 1864             | 1874                      | Louis-André Ganne                             | Républicain         | Ancien sous-commissaire de la République Conseiller général de Secondigny (1871 → 1886)                                                    |
| 1874             | 1876                      | Jacques Paul Taudière,                        | Droite Monarchiste  | Avocat, docteur en droit Député des Deux-Sèvres (Arr. Parthenay) (1889 → 1893) Conseiller général de Moncoutant (1871 → 1913)              |
| 1876             | 17 janvier 1886 (décès)   | Louis-André Ganne                             | Républicain         | Ancien sous-commissaire de la République Député des Deux-Sèvres (1877 → 1886) Conseiller général de Secondigny (1871 → 1886)               |
| 1886             | 1886                      | Louis-Félix Meunier (1819-1897)               |                     | Médecin militaire retraité Officier de la Légion d'honneur                                                                                 |
| 30 octobre 1886  | novembre 1888 (démission) | Charles Bouchet                               |                     | Marchand de fer |
| novembre 1888    | mai 1896                  | Claude Girard                                 | Républicain         | Tanneur-corroyeur Conseiller général de Parthenay (1892 → 1896)                                                                            |
| mai 1896         | juillet 1898 (démission)  | Aristide Lhuissier (1844-1898)                | Républicain         | Scieur-mécanicien |
| 1898             | 1913                      | Louis Aguillon,                               | Républicain radical | Patron tanneur et franc-maçon Sénateur des Deux-Sèvres (1903 → 1920) Conseiller d'arrondissement (1901 → 1919)                             |
| 4 juin 1913,     | 25 juin 1918 (démission)  | Frédéric Joly                                 |                     | Ancien constructeur mécanicien |
| 31 juillet 1918  | 1919                      | Victor Géant (1853-1921)                      |                     | Entrepreneur de travaux publics Adjoint faisant fonction de maire                                                                          |
| 1919             | 5 mai 1928 (décès)        | Louis Aguillon,                               | Rad.                | Patron tanneur et franc-maçon Sénateur des Deux-Sèvres (1903 → 1920) Conseiller général de Parthenay (1919 → 1928)                         |
| 17 juin 1928     | 1937 (démission)          | Armand Samoyault                              |                     | Entrepreneur de maçonnerie |
| 26 novembre 1937 | 1939                      | Robert Bigot (1902-1959)                      |                     | Avocat |
| 1939             | 13 mars 1941              | Paul-Marie Grouanne (1894-1983)               |                     | Avoué, président de la délégation spéciale Nommé par le préfet                                                                             |
| 24 mars 1941     | 5 septembre 1944          | Gabriel Ménard (1883-1951)                    | Droite              | Ancien avoué Ancien conseiller d'arrondissement (1934 → 1940) Nommé par décret du gouvernement de Vichy le 13 mars 1941                    |
| 5 septembre 1944 | 19 mai 1945               | Jules Piau                                    |                     | Pharmacien |

### Depuis 1945
Depuis l'après-guerre, sept maires se sont succédé à la tête de la commune.
| Période           | Période                       | Identité                  | Étiquette                  | Qualité |
| ----------------- | ----------------------------- | ------------------------- | -------------------------- | --- |
| 19 mai 1945       | 10 mai 1953                   | Robert Bigot (1902-1959)  |                            | Avocat, écrivain et journaliste Chevalier de la Légion d'honneur Officier de l'Instruction publique Chevalier du Mérite social Chevalier du Mérite touristique                                                          |
| 10 mai 1953       | 23 septembre 1954 (démission) | Clovis Macouin            | CNIP                       | Secrétaire de mairie, ancien résistant Député des Deux-Sèvres (1928 → 1942 et 1945 → 1951) Conseiller général de Secondigny (1919 → 1940 et 1945 → 1964) Juste parmi les nations                                        |
| 23 septembre 1954 | mars 1965                     | Guy Marchand (1911-1990)  | MRP                        | Avoué puis avocat |
| mars 1965         | 24 novembre 1978 (décès)      | Armand Jubien (1905-1978) | SFIO puis PS               | Ancien directeur de la Caisse d'épargne de Parthenay Conseiller général de Parthenay (1970 → 1978) |
| 8 janvier 1979    | mars 2001                     | Michel Hervé,             | PS                         | Entrepreneur Député européen (1989 → 1994) Député des Deux-Sèvres (1986 → 1988) Conseiller régional de Poitou-Charentes (1986 → 1998) Président du district de Parthenay[réf. nécessaire]                               |
| mars 2001         | 23 mai 2020                   | Xavier Argenton,          | DVD puis NC puis UDI-NC/LC | Avocat Conseiller régional de Poitou-Charentes (2004 → 2014) Conseiller régional de Nouvelle-Aquitaine (2015 → 2021) Président de la CC de Parthenay (2001 → 2013) Président de la CC de Parthenay-Gâtine (2014 → 2020) |
| 23 mai 2020,      | En cours (au 14 mars 2021)    | Jean-Michel Prieur        | AC                         | Attaché parlementaire de Jean-Marie Morisset (LR) Président de la CC de Parthenay-Gâtine (2020 → ) Président de l'association Un Toit en Gâtine                                                                         |

## Conseil municipal actuel
Les 33 sièges composant le conseil municipal de Parthenay ont été pourvus le 15 mars 2020 lors du premier tour de scrutin. Actuellement, il est réparti comme suit : 